# Pierre Barbet (médico)
Pierre Barbet (1884–1961) foi um médico francês e cirurgião-chefe do Hospital Saint Joseph's em Paris.
Ao realizar vários experimentos, Barbet apresentou um conjunto de teorias sobre a Crucificação de Jesus.
Em 1950, ele escreveu um longo estudo chamado A Doctor at Calvary, que mais tarde foi publicado como um livro. Barbet afirmou que sua experiência como cirurgião de campo de batalha durante a Primeira Guerra Mundial o levou a concluir que a imagem no Sudário de Turim era autêntica, anatomicamente correta e consistente com a crucificação.